# Anguilla ai XVII Giochi del Commonwealth

Bandiera di Anguilla

Anguilla fu rappresentata ai XVII Giochi del Commonwealth dalla Anguilla Amateur Athletic Association (AAAA) e abbreviata con la sigla ANG.
Costituisce la seconda apparizione di Anguilla ai giochi del Commonwealth, dopo il debutto per la prima volta nell'edizione del 1998 a Kuala Lumpur.
Il capo missione della delegazione di Anguilla fu Cardigan Connor, l'ex lanciatore dello Hampshire County Cricket Club.

## Medagliere
| Sport    | Oro | Argento | Bronzo | Totale |
| -------- | --- | ------- | ------ | ------ |
| Anguilla | 0   | 0       | 0      | 0      |

## Atletica leggera

### Shyrone Hughes
| Event | Heat   | Heat | Quarterfinal | Quarterfinal | Semifinal | Semifinal | Final  | Final |
| Event | Result | Rank | Result       | Rank         | Result    | Rank      | Result | Rank  |
| ----- | ------ | ---- | ------------ | ------------ | --------- | --------- | ------ | ----- |
| 200 M | 26.33  | 23   | N.D.         | N.D.         | Eliminata |           |        |       |

Shyrone Hughes ha eseguito una prestazione non eccellente in batteria 3 che la ha portata in 5 posizione. La Huges non è riuscita a qualificarsi per la semifinale in quanto ha avuto il peggior tempo di tutte le qualifiche.

### Desiree Cocks
| Event | Heat   | Heat | Quarterfinal | Quarterfinal | Semifinal | Semifinal | Final  | Final |
| Event | Result | Rank | Result       | Rank         | Result    | Rank      | Result | Rank  |
| ----- | ------ | ---- | ------------ | ------------ | --------- | --------- | ------ | ----- |
| 100 M | 12,88  |      | N.D.         | N.D.         | Eliminata |           |        |       |

Desiree Cocks è stata eliminata con il settimo tempo di 12.88 s nella quarta batteria.

## Ciclismo su strada
Maschile
| Atleta        | Evento         | Tempo      | Classifica |
| ------------- | -------------- | ---------- | ---------- |
| Charles Bryan | Crono          | 1:16:38.17 | 29°        |
| Ronnie Bryan  | Crono          | 1:18:07.79 | 31°        |
| Kris Pradel   | Crono          | 1:18:16.02 | 33º        |
| Charles Bryan | Corsa in linea |            | NQ         |
| Ronnie Bryan  | Corsa in linea |            | NQ         |
| Kris Pradel   | Corsa in linea |            | NQ         |